# Yasukazu Ikari
| Asteroidi scoperti: 20       | Asteroidi scoperti: 20 | Asteroidi scoperti: 20 |
| ---------------------------- | ---------------------- | ---------------------- |
| 8115 Sakabe                  | 24 aprile 1996         | [1]                    |
| 10188 Yasuoyoneda            | 14 maggio 1996         | [1]                    |
| 10582 Harumi                 | 3 ottobre 1995         |                        |
| 10878 Moriyama               | 3 novembre 1996        |                        |
| 11628 Katuhikoikeda          | 13 novembre 1996       |                        |
| 12819 Susumutakahasi         | 12 maggio 1996         | [1]                    |
| 15368 Katsuji                | 14 maggio 1996         | [1]                    |
| 15402 Suzaku                 | 9 novembre 1997        |                        |
| 15407 Udakiyoo               | 24 novembre 1997       |                        |
| (24306) 1999 YE5             | 27 dicembre 1999       |                        |
| (25592) 1999 YO1             | 19 dicembre 1999       |                        |
| (29444) 1997 NR10            | 6 luglio 1997          |                        |
| (29525) 1998 AF              | 2 gennaio 1998         |                        |
| (31039) 1996 JN              | 12 maggio 1996         |                        |
| 32200 Seiicyoshida           | 28 luglio 2000         |                        |
| (32955) 1996 HC2             | 24 aprile 1996         |                        |
| 37786 Tokikonaruko           | 30 settembre 1997      |                        |
| (44500) 1998 XT17            | 12 dicembre 1998       |                        |
| 73936 Takeyamamoto           | 24 settembre 1997      |                        |
| (91233) 1999 CL1             | 6 febbraio 1999        |                        |
| - [1] con Robert H. McNaught |                        |                        |

Yasukazu Ikari (井狩康一; ...) è un astronomo giapponese.
Ikari ha scoperto numerosi asteroidi. È anche un osservatore di occultazioni di stelle da parte della Luna e di asteroidi.
Osserva dall'Osservatorio 900 Moriyama, situato a Moriyama, Prefettura di Shiga.